# Amblyophis viridis
Amblyophis viridis is een soort in de taxonomische indeling van de Euglenozoa. Deze micro-organismen zijn eencellig en meestal rond de 15-40 mm groot. Het organisme komt uit het geslacht Amblyophis en behoort tot de familie Euglenaceae. Amblyophis viridis werd in 1832 ontdekt door Ehrenberg.